# 부르릉
《부르릉 (ROAR)》 타이틀곡 ‘부르릉 (ROAR)’은 일렉트로닉 사운드와 트랩 비트가 인상적인 어반 댄스곡으로, 인트로의 독특하고 감각적인 드랍신스, 이어지는 벌스와 후렴구의 청량한 일렉트로닉 사운드와 강렬한 트랩 비트까지 멋스러운 조화를 이룬다. 또한, 업그레이드된 프로덕션과 힙합 비트가 만들어내는 폭발적인 에너지 속에서 데뷔곡 ‘팡파레 (Fanfare)’ 보다 한층 더 성장한 SF9의 모습을 보여주며, 청춘을 표현하는 SF9만의 색다른 해석이 돋보이는 곡이다. 젊음이라는 값진 재산을 낭비하지 말고 단순히 물질적인 것만이 아닌, 진짜 꿈을 향해 시동을 걸라는 특별한 의미 또한 담겨있다.